# 迷宮グルメ 異郷の駅前食堂
『迷宮グルメ 異郷の駅前食堂』（めいきゅうグルメ いきょうのえきまえしょくどう）は、2018年4月6日から2024年10月6日までBS朝日で放送されていた旅番組・グルメバラエティ番組。

## 概要
ヒロシ（2022年9月29日放送分まで）・スギちゃん（2022年10月4日放送分から）が海外の見知らぬ街を旅し、名前も知らない駅でぶらり途中下車する。言葉も右も左も分からない土地で中学生レベルの英語とジェスチャーと勘だけで「地元の人に愛される駅前食堂」を探し歩き、その土地ならではの食べたことの無い味と、人情味に触れる。
仕込みなし、アポなしのロケで普通の旅番組なら絶対に入らないような路地にも入っていったり、食堂だけでなく雑貨店や露店にも立ち寄る。特番を除き、必ず電車に乗っているシーンから始まり、駅に降りて改札を出たところから食堂を探す。一般的な散策番組とは違い、ヒロシやスギちゃん個人のちょっとした文句や愚痴などもカットすることなく放送されるのも特徴となっている。ナレーションは一切無く、文字スーパーでの説明や旅する人へのツッコミが入る。また現地の人がしゃべった事の翻訳スーパーや、旅する人のコメントフォローも多々入る。
一回の放送時間は30分だが、放送枠は開始当初から60分取られており、前半で新作を放送し、後半で過去作品の再放送を行う（30分番組として放送された、2021年10月4日から2022年3月28日までの期間は除く）。
2020年10月12日放送分からは、新型コロナウイルスの流行で海外ロケが不可能となったため、初の日本国内ロケを敢行した。
2022年9月29日放送分を以ってヒロシは降板し、同年10月4日放送分からはスギちゃんが出演している。
2024年秋季番組改編に伴い、同年10月6日放送の「2時間スペシャル」を以て番組を終了することになった。

## 出演者

### 旅する人
- ヒロシ - お笑いタレント、YouTuber（2018年4月6日 - 2022年9月29日）
- スギちゃん - お笑いタレント（2022年10月4日 - 2024年10月6日）

## 放送時間

### 現在の放送時間

#### J:comテレビ
- 木曜 23:00 - 23:30ほか

#### 旅チャンネル
- 土曜 22:30 - 23:00ほか

過去分の再放送

### 過去の放送時間
- 金曜 22:24 - 23:24（2018年4月 - 9月）
- 火曜 23:00 - 23:54（2018年10月 - 2019年10月）
- 火曜 22:00 - 22:54（2019年10月15日 - 2020年3月24日）
- 金曜 21:00 - 21:54（2020年4月3日 - 2021年3月26日）
- 木曜 21:00 - 21:54（2021年4月1日 - 9月30日）
- 月曜 23:00 - 23:30（2021年10月4日 - 2022年3月28日)
- 木曜 21:00 - 21:54（2022年4月7日 - 9月29日）
- 火曜 22:30 - 23:00（2022年10月4日 - 2024年10月1日）

## 使用楽曲
オープニングテーマ曲
- 『Arlecchinata』（ニニ・ロッソ）

原曲は、映画｢ライムライト｣主題歌の『エターナリー』
食堂に入ってメニューを決める
- 『さすらいの口笛』（エンニオ・モリコーネ）

映画｢荒野の用心棒｣サントラ

## スタッフ
- プロデューサー：谷村幸治（BS朝日）、富安いたる、長谷川光生
- ディレクター：和田良幸、大塚華子、福本真優【週替わり】
- AP：田中郁子
- AD：三枝木里美、福本真優、片野周、喜屋武剣也【週替わり】
- 広報：平野大輔（BS朝日）→ 山田裕香子、日比野愛
- デスク：雛元泰子 → 相良美久
- 構成：佐藤允彦
- 音効：有木岳人（メディアハウス）
- 編集：梶村昌彦　他 → 田吹昴一
- MA：小川るみ、小林大介　他 → 錦織舞
- 撮影：佐野孝治　他
- 音声：岡宏之、石川歩、三田村和樹　他【週替わり】
- コーディネーター：村本幸枝 (アッティコ)、松本かやの、SEA COVER CO.,LTD.、中西 雄、原 泰彦　他
- ドローン：K.Aruna Suman Kumara、DRONE.LK
- 技術協力：マリポーサカンパニー、オムニバス・ジャパン
- 制作：BS朝日、BEGIN